# Ансамбль Жака Модерна
«Ансамбль Жака Модерна» (фр. Ensemble Jacques Moderne) — французский вокально-инструментальный ансамбль старинной музыки, базирующийся в городе Тур. Назван в честь Жака Модерна, лионского печатника XVI века, в изданиях которого дошла до нашего времени значительная часть музыкального наследия этой эпохи. Ансамбль состоит из 15-16 вокалистов и нескольких инструменталистов. Основан музыковедом Жаном Пьером Увраром в 1974 г., с 1993 г. ансамблем руководит Жоэль Сююбьет.
Под управлением Сююбьета ансамбль записал кантаты Дитриха Букстехуде, «Реквием» Эсташа Дю Корруа, мотеты Франсуа Реньяра, Джованни Бассано, Жана Мутона, Франсиско Герреро и Марко да Гальяно, оратории Джакомо Кариссими «Иевфай» и «Иона». Среди записей, осуществлённых другими дирижёрами, — «Торжественная месса для приходов» Франсуа Куперена, сочинения Пьера Табара и Николя де Гриньи. Диск с мотетами Бассано был в 1997 г. удостоен присуждаемой в Венеции Премии Антонио Вивальди.